# Берлинский университет прикладных наук «SRH»
Берлинский университет прикладных наук «SRH» (SRH Berlin University of Applied Sciences) — немецкое частное высшее учебное заведение со штаб-квартирой в Берлине.

## Общая характеристика
Предприниматель Эрман Танилдис инициировал создание университета в 2000 году, а в 2001 году вуз был зарегистрирован городским советом Берлина и правительством земли Бранденбург. Университет был официально признан в 2002 году Управлением Сената по науке, исследованиям и культуре города Берлина. В 2005 году университет переехал на Ernst Reuter Platz. В сентябре 2005 года первые студенты окончили университет со степенью бакалавра искусств.
В августе Фонд международной аккредитации делового администрирования аккредитовал два курса бакалавриата. Университет аккредитован Немецким научным советом с 2009 года. В 2006 году в университете началось преподавание первой магистерской программы «Международный стратегический менеджмент». Курс магистратуры был аккредитован Агентством по аккредитации курсов по здравоохранению и социальным вопросам в сентябре 2008 года.
В ноябре 2007 года частный образовательный холдинг «SRH» купил университет и переименовал его в «SRH» Berlin Hochschule. С сентября 2012 года Дрезденская школа менеджмента стала частью университета как Дрезденский кампус. В феврале 2013 года университет открыл новое здание на территории кампуса Ernst Reuter Platz. В 2019 году название учреждения было изменено на «SRH Berlin University of Applied Sciences», после чего в 2020 году был проведён ребрендинг учреждения.